# Mark Murphy
Mark Howe Murphy (Syracuse, 14 marzo 1932 – Englewood, 22 ottobre 2015) è stato un cantante statunitense di jazz, conosciuto per l'uso del vocalese, stile canoro in cui le parole sono adattate alle melodie ed eseguite in sinfonia o in maniera improvvisata.
Ha ricevuto sei Grammy Award per la miglior Vocal Jazz Performance, inoltre è stato riconosciuto dalla rivista Down Beat come Best Male Vocalist of the Year negli anni 1996, 1997, 2000 e 2001.
I suoi brani di maggior successo sono Stolen Moments e Red Clay.

## Biografia

### Prima della carriera
Mark nacque a Syracuse nel 1932; figlio di due musicisti, ebbe da subito rapporti con la musica. Dopo il trasferimento nella città di Fulton, la costante presenza della nonna e la zia, musicisti a loro volta, portò Mark a studiare pianoforte all'età di sette anni.
Durante il liceo studiò canto e teatro, si unì al fratello come cantante formando un trio d'artisti e partì per il Canada, dove nomi come Anita O'Day, June Christy, Nat "King" Cole e il pianista Art Tatum pesarono sulla sua formazione musicale.
Nel 1953 Mark terminò gli studi alla Syracuse University, laureandosi in Music and Drama.
I primi mesi del 1954 decise di trasferirsi a New York e, lavorando a tempo parziale come attore e cantante, apparve nelle operette di Gilbert e Sullivan messe in scena dalla Light Opera Company  e nella versione televisiva di Casey at Bat. Nelle gare amatoriali organizzate dall' Apollo Theatre arrivò due volte secondo.
Le apparizioni televisive gli consentirono di ottenere un contratto con la Decca Records.

### Carriera
Mark Murphy debuttò con Meet Mark Murphy, un LP pubblicato nel 1956, seguito da Let Yourself Go ad un anno di distanza, entrambi per la Decca Records.
Nel 1958 si trasferì a Los Angeles e firmò un contratto per la Capitol Records portandolo a registrare quattro LP che tuttavia non rispettarono le aspettative.
Nel 1961 tornò a New York e registrò per la Riverside Records l'album Rah!, in cui le tracce Angel Eyes, Doodlin e On Green Dolphin Street presentarono nomi illustri come Horace Silver, Bill Evans, Clark Terry, Urbie Green, Blue Mitchell e il compositore Wynton Kelly.
Nel 1963 grazie al suo singolo Fly Me to the Moon, scalò tutte le classifiche ed ottenene il titolo di New Star of The Year nel Down Beat Magazine.
Nel 1963 Mark si spostò a Londra; oltre a cantare in club e radio, registrò alcuni LP per la Fontana and Immediate, etichetta gestita dai Rolling Stones.
Nel 1967 apparve come attore, nella pellicola britannica Just Like a Woman.
Mark tornò negli Stati Uniti solo nel 1972 e da quel momento registrò un album all'anno per quattordici anni sotto l'etichetta Muse Records, tra questi album importanti furono Nat King Cole Songbook Vol. 1 e 2, Bop for Kerouac, Kerouac Then and Now, Living Room , Satisfaction Guaranteed , Beauty And the Beast and, Stolen Moments che gli permisero di vincere numerose nomination ai Grammy Awards.
Murphy nel 1987 registrò l'album Night Mood insieme al compositore brasiliano Ivan Lins, seguito dall'album nominato al Grammy, September Ballads su etichetta Milestone Records.
In quegli anni collaborò con la United Future Organization, gruppo di artisti jazz con cui scrisse numerosi testi dal genere acid-jazz all'hip-hop.
Nel 1997 insieme a BMG/RCA Victor, pubblicò l'album Song for the Geese, con il quale ricevette la sesta nomination al Grammy. Nello stesso anno l'etichetta di Joel Dorn e Michael Bourne, 32 Records, pubblicò un elogio a Mark Murphy, un doppio CD Stolen and Other Moments, il cui contenuto furono tracce dei due album Kerouac, registrazioni dell'etichetta Muse e una selezione dei migliori brani dell'artista.
Nel 2005 uscì Once to Every Heart e due anni dopo Love is What Stays entrambi con Verve Records, album realizzati con la partecipazione di musicisti eccellenti come Don Grusin e Lee Konits ma sotto la guida del trombettista tedesco Till Brönner.
Cinque anni dopo il lavoro con il trombettista tedesco, Murphy registrò Never Let Me Go insieme al pianista Misha Piatigorsky, il bassista Dalton Boller e il batterista Chris Wabich.
Nel 2015 partecipò al The Royal Bopsters Project di Amy London, Darmon Meader, Dylan Pramuk e Holli Ross, pubblicato lo stesso anno da Motema Music.

### Morte
Mark Howe Murphy, dopo quasi sessanta anni di carriera, morì per complicanze di polmonite il 22 ottobre 2015.

## Discografia

### Album
- 1956 - Meet Mark Murphy (Decca)
- 1957   Let Yourself Go (Decca)
- 1959 - This Could Be the Start of Something Big (Capitol)
- 1960 - Playing the Field (Capitol)
- 1960 - Mark Murphy's Hip Parade (Capitol)
- 1961 - Rah! (Riverside)
- 1962 - That's How I Love the Blues! (Riverside)
- 1965 - Swingin' Singin' Affair (Fontana)
- 1966 - Who Can I Turn To & 11 Other Great Standards  (Immediate)
- 1967 - Midnight Mood (Saba)
- 1970 - This Must Be Earth (Phoenix)
- 1972 - Bridging a Gap (Muse)
- 1973 - Mark II (Muse)
- 1975 - Mark Murphy Sings...On The Red Clay, Naima And Other Great Songs (Muse)
- 1977 - Mark Murphy Sings Mostly Dorothy Fields & Cy Coleman (Audiophile)
- 1978 - Stolen Moments (Muse)
- 1979 - Satisfaction Guaranteed (Muse)
- 1981 - Bop for Kerouac (Muse)
- 1982 - The Artistry of Mark Murphy (Muse)
- 1983 - Brazil Song (Cancões Do Brasil) (Muse)
- 1983 - Mark Murphy Sings The Nat King Cole Songbook, Volume One (Muse)
- 1983 - Mark Murphy Sings Nat's Choice: The Nat King Cole Songbook, Volume Two (Muse)
- 1984 - Living Room (Muse)
- 1986 - Beauty and the Beast (Muse)
- 1986 - Kerouac, Then and Now (Muse)
- 1987 - Night Mood: The Music of Ivan Lins (Milestone)
- 1988 - September Ballads (Milestone)
- 1989 Kerouac, Then and Now (Muse)
- 1990 What a Way to Go (Muse)
- 1991 I'll Close My Eyes (Muse)
- 1991 One for Junior (Muse)
- 1993 Very Early (West and East Music)
- 1993 Just Jazz (Jazzette)
- 1995 The Dream (Jive)
- 1996 Shadows (TCB Music)
- 1996 North Sea Jazz Sessions, Volume 5 (Jazz World)
- 1997 Song for the Geese (RCA Victor)
- 1999 Some Time Ago (HighNote)
- 2000 - The Latin Porter (a tribute to Cole Porter) (Go Jazz)
- 2000 - Mark Murphy (High Note)
- 2001 - Lucky to Be Me (High Note)
- 2003 - Memories of You: Remembering Joe Williams  (High Note)
- 2004 - Bop for Miles (registrato 1990 e 1999) (High Note)
- 2004 - Dim the Lights (w/Benny Green) (Millennium)
- 2005 - Once to Every Heart (Verve)
- 2006 - Love Is What Stays (Verve)
- 2008 - To Find You There (self-produced/released for Mark Murphy Productions)
- 2010 - Never Let Me Go (autoprodotto da Mark Murphy Productions)
- 2013 A Beautiful Friendship: Remembering Shirley Horn (Gearbox)
- 2013 Another Vision (Edel)
- 2016 Live In Athens, Greece (Harbinger)
- 2016 Live In Italy 2001 (Splasch)
- 2017 Wild and Free: Live at the Keystone Korner (HighNote)

### Raccolte
- 1983 Mark Murphy Sings Nat's Choice The Complete Nat "King" Cole Songbook Volumes 1 and 2 (Muse)
- 1992 Stolen...And Other Moments (32 Jazz)
- 1997 The Best of Mark Murphy (Blue Note/Capitol)
- 1998 Jazz Standards (32 Jazz)
- 1999 Songbook (32 Jazz)
- 1999 Crazy Rhythm: Debut Recordings (GRP)
- 1999 Mark Murphy Sings Nat King Cole & More (32 Jazz)
- 2000 Meet Mark Murphy [Compilation] (BMG International)
- 2003 Timeless (Savoy Jazz)
- 2004 Giants of Jazz: Mark Murphy (Savoy Jazz)
- 2006 Mark Murphy's Hip Parade/Playing the Field (DRG)
- 2010 Mark Murphy · Orchestra Conducted & Arranged by Bill Holman (Fresh Sound Records)
- 2013 The Complete Decca Recordings (Fresh Sound Records)
- 2014 Playing the Field/Rah/That's How I Love the Blues! (Fresh Sound Records)
- 2016 The Jazz Singer: Anthology - Muse Years 1973-1991 (Soul Brother Records)
- 2017 Milestones (Not Now Music)

## Comparse
Madeline Eastman
- 1991 You're the Dangerous Type - da Mad About Madeline! (Mad Kat)

Till Brönner
- 2002 Dim The Lights - da Blue Eyed Soul (Universal)

Gill Manly
- 2009 I Keep Goin' Back to Joe's - da With a Song in My Heart (Linn Records)

Guillaume de Chassy and Daniel Yvinec
- 2009 I'll Walk Alone/Then I'll Be Tired of You/Taking a Chance on Love/I Wish You Love - da Songs from the Last Century (Bee Jazz)